# Albertine (musikalbum)
Albertine är det andra studioalbumet från den nyzeeländska sångerskan Brooke Fraser. Albumet släpptes i Nya Zeeland den 4 december 2006, i Australien den 31 mars 2007 och i USA den 27 maj 2008. Fraser skrev tio av låtarna på albumet helt på egen hand men var delaktig i alla tolv. Spår sju som har titeln "Epilogue" är helt instrumental.

## Låtlista
1. Shadowfeet - 3:37
2. Deciphering Me - 4:17
3. Love, Where Is Your Fire? - 4:20
4. Love Is Waiting - 4:31
5. Albertine - 3:55
6. C.S. Lewis Song - 4:38
7. Epilogue - 1:13
8. Faithful - 4:18
9. Seeds - 3:56
10. Hosea's Wife - 4:06
11. The Thief - 3:21
12. Hymn - 3:14

## Listplaceringar
| Lista (2006–2008) | Topplacering |
| ----------------- | ------------ |
| Australien        | 29           |
| Nya Zeeland       | 1            |